# Europa (metropolitana di Brescia)
Europa è una fermata della metropolitana di Brescia situata nell'omonimo viale della città. Si trova in prossimità delle facoltà di Medicina e Ingegneria dell'Università di Brescia.

## Storia

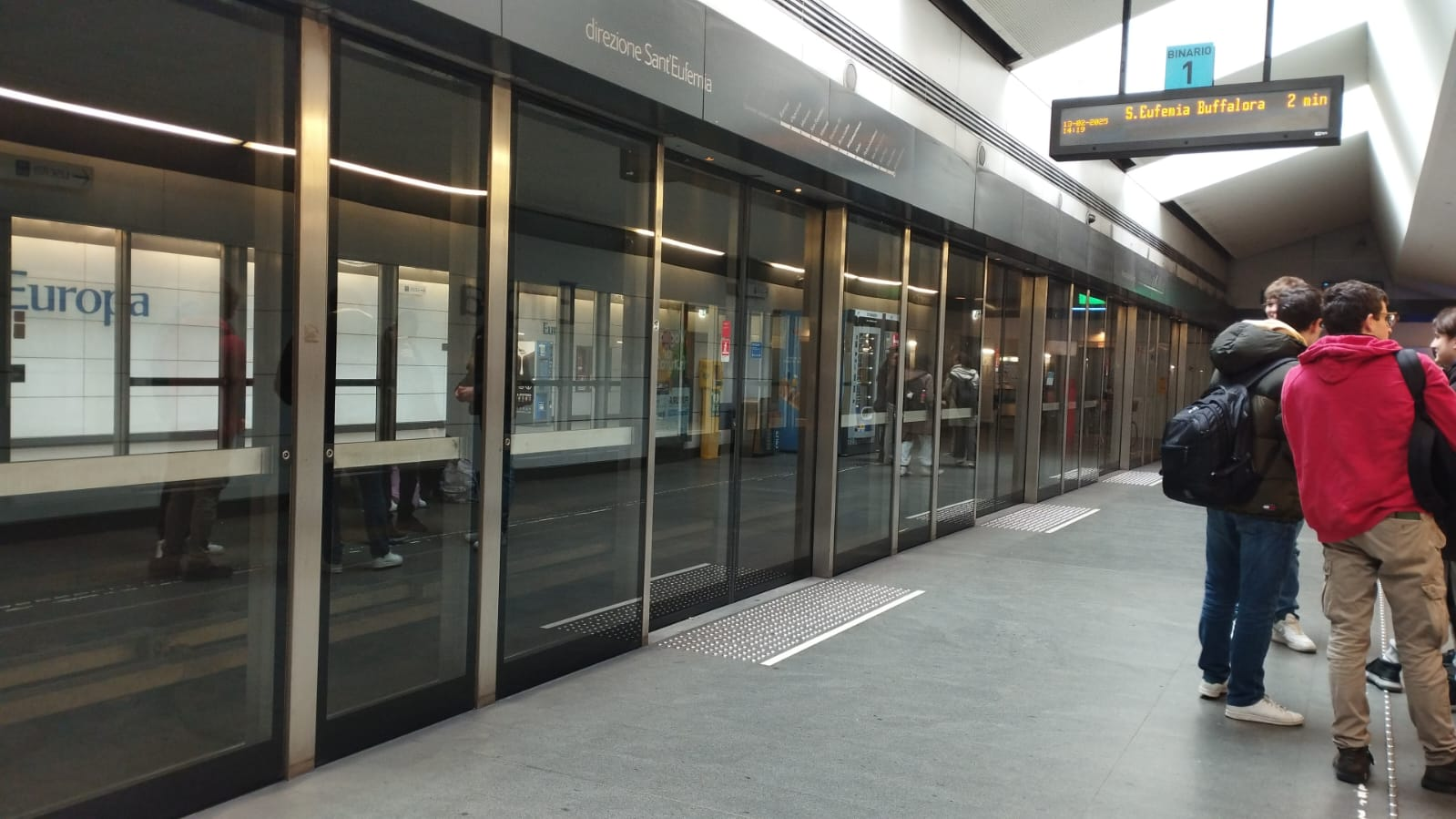
Banchina della fermata, lato Sant'Eufemia.

La fermata fu inserita nei primi studi di fattibilità della linea metropolitana stesi nella primavera del 1987. Denominata provvisoriamente Viale Europa, fu pensata per essere a servizio del polo universitario delle facoltà di Ingegneria e Medicina dell'Università degli Studi di Brescia e della zona residenziale presso la strada omonima.
Nel progetto definitivo presentato dall'ASM nel 2000, la fermata di Europa si sarebbe dovuta trovare nel tratto in galleria Kossuth-Bresciadue. In sede di Valutazione di impatto ambientale (VIA), divenne invece una fermata in trincea coperta dopo che si decise di convertire in tale forma il tracciato a nord della fermata di Ospedale fino al capolinea.
Fu inaugurata il 3 novembre 2012, nell'ambito di una serie di cerimonie in cui le singole fermate della metropolitana furono mostrate al pubblico prima dell'effettivo inizio del servizio metropolitano, ed entrò in servizio il 2 marzo 2013, assieme a tutta la linea.

## Strutture e impianti
La fermata riprende le stesse strutture degli altri impianti di tipo seminterrato: le due banchine a servizio dei binari di corsa hanno accesso separato con una rampa di scale e una linea di ascensori ciascuna, mentre l'illuminazione delle stesse è naturale, fornita da otto lucernari a forma piramidale. Come in tutte le stazioni sono presenti le porte di banchina, che impediscono ai viaggiatori di accedere ai binari in assenza del treno.

## Servizi
La stazione dispone di:
- Biglietteria automatica

## Interscambi
- Fermata autobus